# FC Rapid Ghidighici
Maillots
Le FC Rapid Ghidighici est un club moldave de football fondé en 1992 et basé à Chișinău. Il évolue actuellement dans le championnat de Moldavie de football. Son stade est le Stade Ghidighici.

## Historique
Le club évolue dans la Divizia Națională depuis la saison 2007-2008. L'équipe est alors connue sous le nom de CSCA Chișinău et termine cette première saison en dixième position sur douze équipes engagées dans la compétition. À l'été 2008, le club fusionne avec le FC Rapid Ghidighici afin de créer le CSCA-Rapid Chișinău et se classe neuvième du championnat en 2008-2009. En 2009-2010, le CSCA-Rapid Chișinău clôt le championnat en sixième position.
Le club est renommé FC Rapid Ghidighici en 2011.

## Palmarès
- Championnat de Moldavie de deuxième division
  - Champion en 2004
- Coupe de Moldavie
  - Finaliste en 2012